# پراش پودر

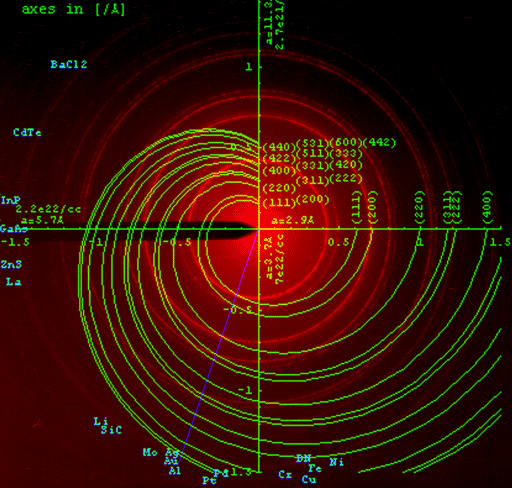
الگوی پودر الکترون (قرمز) یک فیلم Al با روکش مارپیچی fcc (سبز) و یک خط تقاطع (آبی) که پارامتر شبکه را تعیین می‌کند.

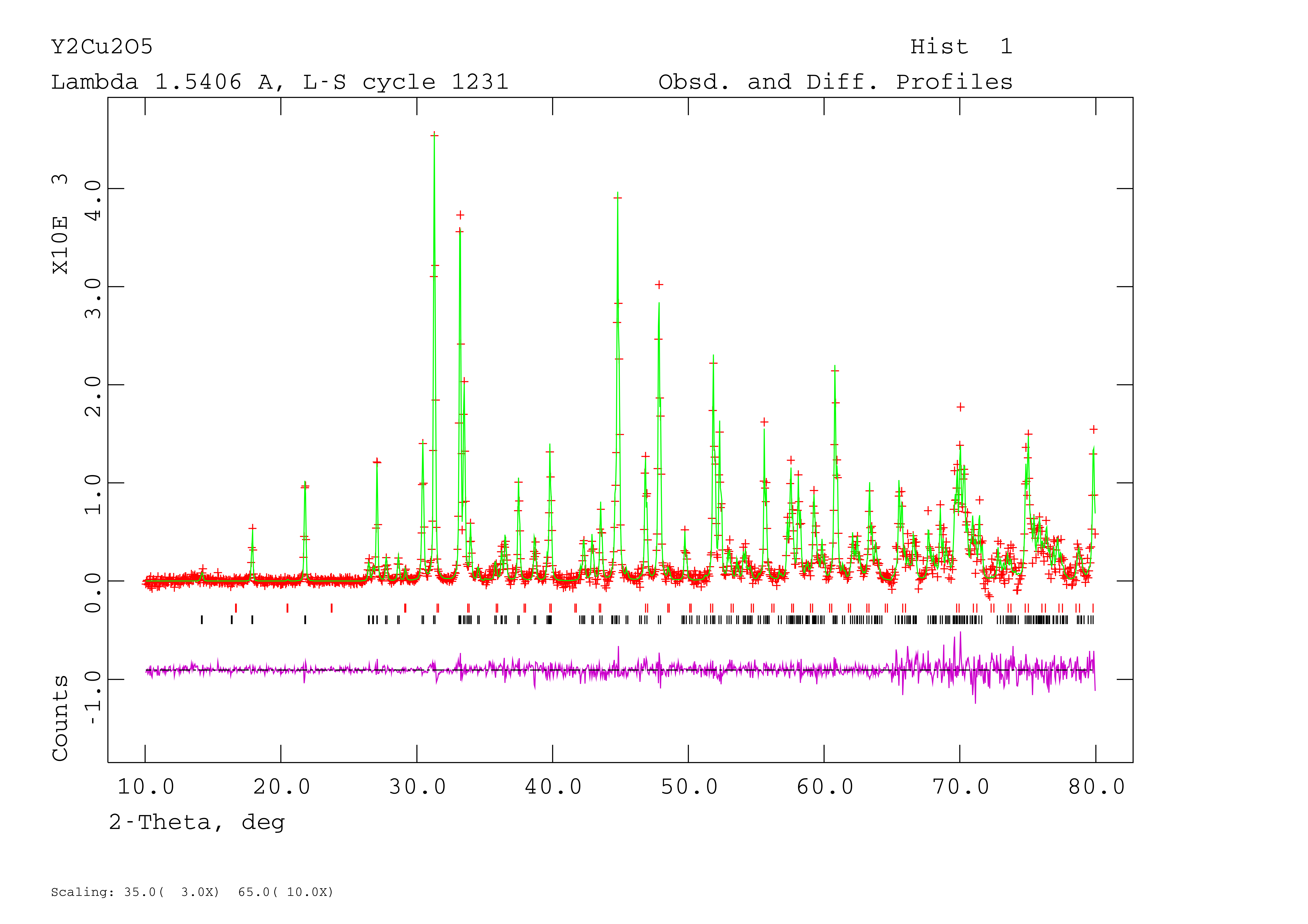
پراش پودر Y_{2}Cu_{2}O_{5}

پراش پودر یک تکنیک علمی با استفاده از پرتو ایکس، نوترون یا پراش الکترون بر روی نمونه‌های پودر یا ریز بلورها برای توصیف خصوصیات ساختاری مواد است. ابزاری که برای انجام چنین اندازه‌گیری‌های پودر اختصاص داده شده است، پراش سنج پودر نامیده می‌شود.
پراش پودر در مقابل تکنیک‌های پراش تک کریستال قرار دارد که بهترین عملکرد را با یک کریستال منفرد و منظم دارد.

## توضیحات
متداول‌ترین نوع تجزیه پراش پودری با استفاده از پرتو ایکس است، که موضوع اصلی این مقاله است، اگرچه برخی جنبه‌های مربوط به تجزیه پراش پودری نوترون نیز ذکر شده است. (تجزیه پراش الکترونی پودری به دلیل پراش دینامیکی پیچیده‌تر است و در اینجا به‌طور کامل مورد بحث قرار نمی‌گیرد) پراش‌سنج‌های معمولی از تابش الکترومغناطیسی (موج‌ها) با طول موج و فرکانس مشخصی استفاده می‌کنند که توسط منبع آن‌ها تعیین می‌شود. منبع‌ها معمولاً پرتو ایکس هستند و نوترون‌ها نیز منابع متداولی هستند که فرکانس آن‌ها به وسیله طول موج دو بروی آن‌ها تعیین می‌شود. وقتی این موج‌ها به نمونه می‌رسند، تابش ورودی یا از سطح بازتاب می‌شود یا می‌تواند وارد شبکه شود و به وسیلهٔ اتم‌های موجود در نمونه پراش شود. اگر اتم‌ها به صورت متقارن با فاصله تفکیک d قرار گرفته باشند، این موج‌ها تنها در جایی که تفاوت طول مسیر 2d sin θ با ضریب صحیحی از طول موج برابر باشد با هم سازگاری تداخل خواهند داشت و طبق قانون براگ، حداکثر پراش را ایجاد می‌کنند. این موج‌ها در نقاط میان تلاقی‌ها که موج‌ها به صورت ناهم‌فاز هستند، با هم تداخل مخرب داشته و به نقاط روشن در الگوی پراش منجر نمی‌شوند. به دلیل اینکه خود نمونه به عنوان یک توری پراش عمل می‌کند، این فاصله فاصله اتمی می‌باشد.
تمایز بین پراش پودری و پراش تک‌کریستال، درجه بافت نمونه است. تک‌بلورها حداکثر بافت را دارند و به عنوان ناهمسان‌گرد شناخته می‌شوند. در مقابل، در تجزیه پراش پودری، هر جهت‌گیری بلوری ممکن به‌طور مساوی در یک نمونه پودری نمایان است، که همسان‌گرد است. تجزیه پراش پرتو ایکس پودری (PXRD) بر اساس این فرض است که نمونه به صورت تصادفی قرار داده شده است؛ بنابراین، تعداد معنادار آماری از هر صفحه ساختار بلور در جهت مناسبی برای پراش پرتو ایکس وجود خواهد داشت؛ بنابراین، هر صفحه در سیگنال نمایان خواهد شد. عملیاتی، گاهی نیاز است نمونه چرخانده شود تا تأثیر بافت از میان رفته و آزمایش واقعاً تصادفی شود.
از نظر ریاضی، بلورها می‌توانند توسط یک شبکه براوه دارای قرارگیری منظم اتم‌ها توصیف شوند. به دلیل این قرارگیری منظم، ما می‌توانیم این ساختار را با استفاده از شبکه وارون توصیف کنیم که با یک تبدیل فوریه با ساختار اصلی مرتبط است. این فضای سه‌بعدی می‌تواند با محورهای معکوس *z* ،y* ،x ویا در مختصات کروی توسط χ * ،φ* ،q توصیف شود. در پراش پودر، شدت برای φ* و χ* یکنواخت است و تنها q به عنوان پارامتر مهم و قابل اندازه‌گیری باقی می‌ماند.

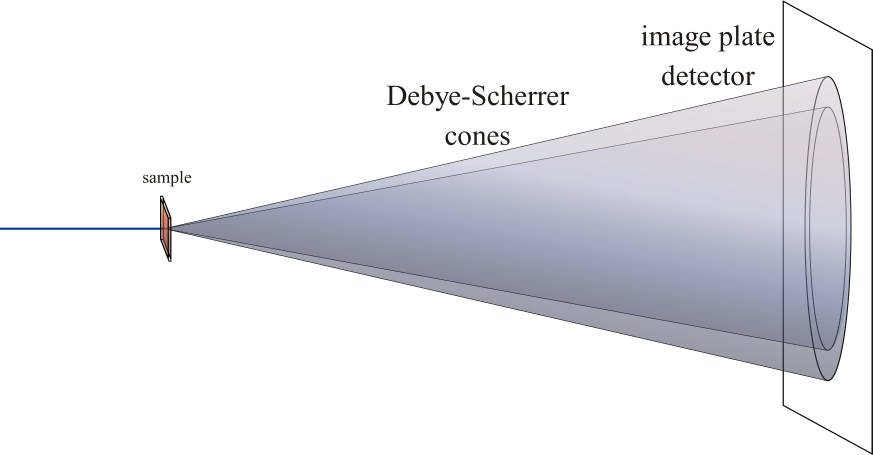
پراش پودر دو-بعدی با آشکارساز صفحه‌ای

وقتی تشعشع بر روی یک سنسور صفحه‌ای پراکنده می‌شود، میانگین‌گیری چرخشی منجر به حلقه‌های پراش اطراف محور پرتو می‌شود، برخلاف نقاط لائو گسسته‌ای که در پراش تک‌بلور مشاهده می‌شوند. زاویه بین محور پرتو و حلقه را زاویه پراکنش نامیده و در کریستالوگرافی پرتاب اشعه ایکس همواره به صورت ۲θ نشان داده می‌شود (در پراکنش نور مرئی معمولاً به آن به صورت θ اشاره می‌شود). با توجه به قانون براگ، هر حلقه متناظر با یک بردار شبکه وارون مشخص در بلور نمونه می‌باشد. این منجر به تعریف بردار پرتاب به صورت زیر می‌شود:
{\displaystyle |G|=q=2k\sin(\theta )={\frac {4\pi }{\lambda }}\sin(\theta )}
در این معادله، G بردار شبکه وارون است، q طول بردار شبکه وارون است، k بردار انتقال مومنتوم است، θ نیمی از زاویه پراکنش است و λ طول موج منبع است. داده‌های پراش پودر معمولاً به صورت یک دیفراکتوگرام ارائه می‌شوند که شدت پراش "I" به عنوان تابعی از زاویه پراکنش ۲θ یا به عنوان تابعی از طول بردار پرتاب q نشان داده می‌شود. متغیر دوم این مزیت را دارد که دیفراکتوگرام دیگر به وابستگی به مقدار طول موج λ بستگی ندارد. پیدایش منابع سینکروترون محدودهٔ طول موج را به طرز قابل توجهی گسترش داده است. برای تسهیل قابلیت مقایسه داده‌های به‌دست آمده با طول موج‌های مختلف، استفاده از q توصیه شده و مورد قبول واقع شده است.

## استفاده
نسبت به سایر روش‌های آنالیزی، پراش پودر امکان تجزیه و تحلیل سریع و غیر مخرب مخلوط‌های چند جز را بدون نیاز به تهیه نمونه گسترده فراهم می‌کند. این امکان را به آزمایشگاه‌های سراسر دنیا می‌دهد تا مواد ناشناخته را سریع تجزیه و تحلیل کرده و خصوصیات مواد را در زمینه‌هایی مانند متالوژی، کانی‌شناسی، شیمی، پزشکی قانونی، باستان‌شناسی، فیزیک ماده متراکم و علوم بیولوژیکی و دارویی انجام دهند. شناسایی با مقایسه الگوی پراش با یک استاندارد شناخته شده یا با یک پایگاه داده مانند پرونده پراش پودر مرکز بین‌المللی داده‌های پراش (PDF) یا پایگاه ساختاری کمبریج (CSD) انجام می‌شود. پیشرفت در سخت‌افزار و نرم‌افزار، به ویژه بهبود اپتیک و آشکارسازهای سریع، توانایی تحلیلی این روش را به ویژه نسبت به سرعت تجزیه و تحلیل به طرز چشمگیری بهبود بخشیده است. فیزیک بنیادی که این روش بر اساس آن ساخته شده است، دقت بالایی را در اندازه‌گیری فاصله‌های بین سیاره ای، گاهی به کسرهای یک آنگستروم، ارائه می‌دهد، در نتیجه شناسایی معتبری را در پرونده‌های جنایی و سایر موارد اجرای قانون فراهم می‌کند. توانایی تجزیه و تحلیل مواد چند فازی همچنین امکان تجزیه و تحلیل نحوه تعامل مواد را در یک ماتریس خاص مانند یک قرص دارویی، یک صفحه مدار، یک جوش مکانیکی، یک نمونه هسته زمین‌شناسی، سیمان و بتن یا یک رنگدانه موجود در یک نقاشی تاریخی فراهم می‌کند. این روش از نظر تاریخی برای شناسایی و طبقه‌بندی مواد معدنی مورد استفاده قرار می‌گرفته است، اما می‌تواند تقریباً برای هر ماده، حتی آمورف استفاده شود، تا زمانی که یک الگوی مرجع مناسب شناخته شده یا ساخته شود.

### شناسایی فاز
گسترده‌ترین کاربردهای پراش پودری، شناسایی و مشخصه‌یابی جامدات بلورین است، هر کدام از آن‌ها الگوی پراش مشخصی را ایجاد می‌کنند. همچنین، موقعیت‌ها (که با فاصله‌های شبکه متناظرند) و شدت نسبی خطوط در یک الگوی پراش، نشان‌دهنده فاز و نوع ماده است و برای مقایسه، اطلاعاتی چون «اثر انگشت» را دربارهٔ مواد فراهم می‌کنند. مخلوط چند فازی، مانند نمونه‌ای از خاک، بیش از یک الگو را به صورت هم‌پوشانی شده نشان خواهد داد که تعیین غلظت نسبی فازها در مخلوط را ممکن می‌کند.
ج.د. هاناوالت، یک شیمی‌دان تجزیه که در دهه ۱۹۳۰ در شرکت داو کمیکال کار می‌کرد، اولین نفر بود که پتانسیل ایجاد یک پایگاه داده برای شیمی تجزیه را درک کرد. امروزه این پایگاه داده توسط فایل پراش پودری (PDF) مرکز بین‌المللی داده‌های پراش (کمیته مشترک برای مطالعات پراش پودری در گذشته) نمایش داده می‌شود. این پایگاه داده قابل جستجو توسط رایانه است از طریق کار توسعه‌دهندگان نرم‌افزارهای جهانی و سازندگان تجهیزات. در حال حاضر بیش از ۱٬۰۴۷٬۶۶۱ ماده مرجع در پایگاه داده‌های فایل پراش پودری سال ۲۰۲۱ وجود دارد و این پایگاه‌های داده به انواع مختلفی از نرم‌افزارهای تجزیه پراش پردازش متصل شده‌اند و به صورت جهانی توزیع می‌شود. فایل پراش پودری شامل بسیاری از زیرفایل‌ها می‌شود، مانند معادن، فلزات و آلیاژها، داروها، پزشکی حقوقی، سرباره‌ها، مواد بسیار خاص و نیمه‌هادی‌ها و غیره، که دارای مجموعه بزرگی از مواد مرجع آلی، آلی-فلزی و غیرآلی هستند.

### بلورینگی
برخلاف الگوی کریستالی که شامل یک سری از برجستگی‌های تیز است، مواد آمورف (مانند مایعات و شیشه‌ها) یک سیگنال پس‌زمینه گسترده تولید می‌کنند. بسیاری از پلیمرها رفتار نیمه‌بلوری دارند، به عبارتی قسمتی از ماده به وجود می‌آید که به صورت برگشتی مولکول را خم می‌کند و یک بلور منظم شکل می‌دهد. ممکن است یک مولکول پلیمر به دو کریستال متفاوت و مجاور خم شود و در نتیجه پیوندی بین آن‌ها شکل گیرد. بخش پیوندی از بلوری شدن جلوگیری می‌کند. نتیجه آن است که تبلور هرگز به ۱۰۰٪ نمی‌رسد. روش پراش پودر ایکس (Powder XRD) می‌تواند با مقایسه شدت ترکیب شده الگوی پس‌زمینه با نقاط تیز، بلورینگی را تعیین کند. مقادیر به دست آمده از پراش پودر ایکس به‌طور معمول قابل مقایسه با روش‌های دیگر مانند گرماسنجی روبشی تفاضلی هستند ولی کاملاً مشابه نیستند.

### پارامترهای شبکه
موقعیت یک قله پراش، مستقل از موقعیت‌های اتمی در داخل سلول و کاملاً توسط اندازه و شکل سلول واحد فاز کریستالی تعیین می‌شود. هر قله نمایانگر یک صفحه معینی از شبکه است و به همین دلیل می‌تواند با استفاده از شاخص میلر مشخص شود. در صورتی که تقارن بالا باشد، مانند سیستم مکعبی یا شش‌ضلعی، شناسایی شاخص هر قله، حتی برای فازی ناشناخته، دشوار نیست. این امر به خصوص در شیمی حالت جامد اهمیت دارد، زیرا در آن به دنبال یافتن و شناسایی مواد جدید هستیم. هنگامی که الگوی پراش فهرست شده است، محصول واکنش را نشان داده و شناسایی آن به عنوان یک فاز جامد جدید ممکن می‌شود. برنامه‌های فهرست‌بندی برای مواجهه با موارد دشوارتر وجود دارند، اما اگر سلول واحد بسیار بزرگ باشد و تقارن آن کم باشد (دستگاه بلوری سه‌شیب)، همیشه موفقیت تضمین نمی‌شود.

### تانسورهای انبساط، مدول حجمی

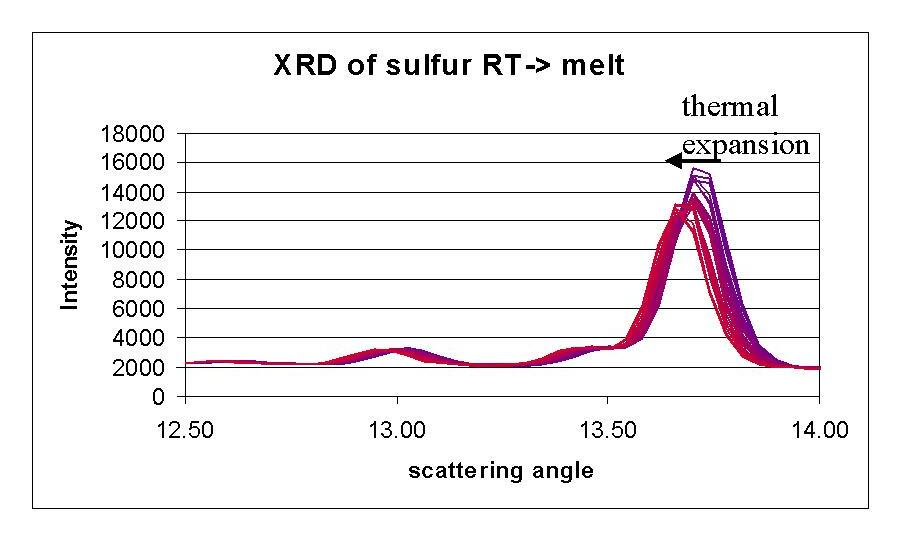
انبساط حرارتی پودر گوگرد

پارامترهای سلولی تا حدودی به دما و فشار وابسته هستند. پراش پودر می‌تواند با کنترل دما و فشار درون‌جا ترکیب شود. با تغییر این متغیرهای حرارتی، اعوجاج شبکه بلوری باعث حرکت اوج‌های پراش مشاهده شده به صورت پیوسته به جهت افزایش یا کاهش فاصله شبکه حفره‌های بزرگتر یا کوچکتر می‌شود. این پدیده این امکان را می‌دهد که مقادیری مانند تانسور انبساط حرارتی و مدول حجمی همسان‌دما را اندازه‌گیری کنیم، همچنین می‌توانیم معادله کامل حالت ماده را تعیین کنیم.

### گذار فاز
در برخی شرایط بحرانی، مانند ۰ درجه سلسیوس برای آب در فشار ۱ اتمسفر، ترتیب جدیدی از اتم‌ها یا مولکول‌ها ممکن است پایدار شود که منجر به یک تغییر فاز می‌شود. در این نقطه، قله‌های جدید پراش ظاهر می‌شوند یا اوج‌های قدیمی محو می‌شوند که به تقارن فاز جدید بستگی دارد. اگر ماده به یک مایع همگن ایزوتروپیک تبدیل شود، تمام خطوط تیز ناپدید می‌شوند و توسط یک الگوی آمورف گسترده جایگزین می‌شوند. اگر تغییر فاز، فاز بلوری دیگری را ایجاد کند، یک مجموعه از خطوط به‌طور ناگهانی توسط مجموعه‌ای دیگر جایگزین می‌شوند. با این حال، در برخی موارد، خطوط ممکن است تقسیم یا ادغام شوند، به عنوان مثال اگر ماده یک تغییر فاز پیوسته (گذار درجه دوم) را تجربه کند. در چنین مواردی، تقارن ممکن است تغییر کند زیرا ساختار موجود به‌جای جایگزینی کامل با ساختاری کاملاً متفاوت، دچار اعوجاج شود. به عنوان مثال، اوج‌های پراش برای صفحات شبکه بلورین (۱۰۰) و (۰۰۱) می‌توانند در دو مقدار متفاوت از q برای یک فاز چهارضلعی یافت شود، اما اگر تقارن متناسب به صورت مکعبی تغییر کند، دو اوج با هم هم‌سان می‌شوند.

## دستگاه‌ها

### دوربین‌ها
ساده‌ترین دوربین‌ها برای پراش پودر اشعه ایکس از یک کاپیلاری کوچک یا یک آشکارساز صفحه تخت (در ابتدا یک قطعه فیلم پرتو X، اکنون بیشتر یک آشکارساز صفحه تخت یا یک دوربین CCD) یا یک استوانه ای تشکیل شده است. این دو نوع دوربین با نام‌های Laue و Debye – Scherrer شناخته می‌شوند.
دوربین‌هایی مانند آشکارساز PILATUS که بر اساس تکنولوژی هیبرید شمارش فوتون کار می‌کنند در مواقعی که سرعت بالای کسب داده و کیفیت بالای داده‌ها اهمیت دارد به کار می‌روند.

### پراش سنج
پراش سنج‌ها می‌توانند هم در انتقال و هم در بازتاب کار کنند، اما در حالت بازتاب بیشتر است. نمونه پودر در یک ظرف دیسک مانند کوچک بارگیری می‌شود و سطح آن با دقت صاف می‌شود. دیسک در یک محور پراش سنج قرار می‌گیرد و با زاویه θ متمایل می‌شود در حالی که یک آشکارساز (شمارنده لرزشی) با دو برابر این زاویه بر روی بازو می‌چرخد. این پیکربندی با نام Bragg – Brentano θ-۲θ شناخته می‌شود.

### پراش نوترون
منابعی که پرتوی نوترونی با شدت و سرعت مناسب برای پراش تولید می‌کنند فقط در تعداد کمی از راکتورهای تحقیقاتی و منابع پاشش در جهان موجود است.

### لوله‌های پرتوایکس
تجهیزات پراش پرتو ایکس آزمایشگاهی متکی به استفاده از لوله اشعه ایکس است که برای تولید پرتو X استفاده می‌شود. لوله پرتوی ایکس آزمایشگاهی که بیشتر مورد استفاده قرار می‌گیرد از آند مس استفاده می‌کند، اما کبالت و مولیبدن نیز محبوب هستند. طول موج در nm برای هر منبع متفاوت است.